# Côte du Malgré-Tout

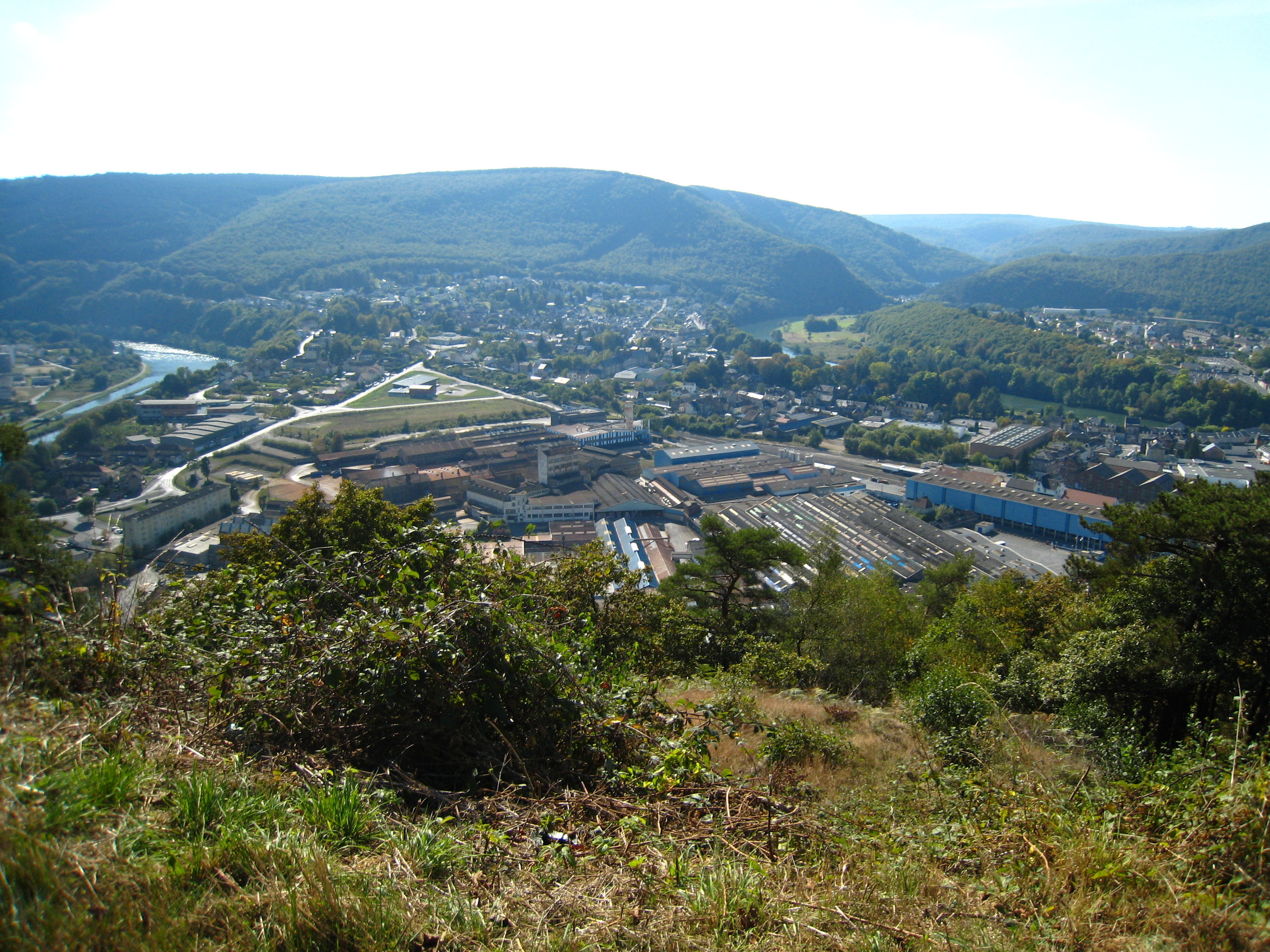
Zicht op Revin vanaf de Côte du Magré-Tout

De Côte du Malgré-Tout, ook wel Mont Malgré-Tout of Mont Tranet genaamd, is een helling die start in het Maasdal in Revin. De klim kent een totale stijging van circa 330 meter (van 130 naar 458 meter).
De eerste 3 kilometers kennen een gemiddeld stijgingspercentage van zo'n 9,5% (met uitschieters tot boven de 15%). De laatste 2 kilometers tot de top zijn beduidend vlakker, gemiddeld zo'n 2%, zodat de gehele klim een gemiddeld percentage kent van 6,7%. De klim geldt als geschikte 'testcol' onder Nederlanders voor het echte werk, omdat deze op slechts 3 uur rijden vanaf Midden-Nederland ligt.
De Côte du Malgré-Tout is tussen 2001 en 2009 de scherprechter geweest van het Internationaal Wegcriterium, dat in die jaren in deze streek werd georganiseerd. De klim was meerdere malen opgenomen in de lange etappe van het criterium.
Vanaf de laatste haarspeldbocht biedt de Mont Malgré-Tout uitzicht over het Maasdal.